# Serie A 1962-1963 (pallavolo maschile)
La Serie A maschile FIPAV 1962-63 fu la 18ª edizione del principale torneo pallavolistico italiano organizzato dalla FIPAV.
Il titolo fu conquistato dall'Avia Pervia Modena. Non vi furono retrocessioni per allargamento dei quadri.

## Classifica
| Pos. | Squadra                  | Pt | G  | V  | P  | SV | SP |
| ---- | ------------------------ | -- | -- | -- | -- | -- | -- |
| 1.   | Avia Pervia Modena       | 36 | 18 | 18 | 0  | 54 | 7  |
| 2.   | Ciam Villa d'Oro Modena  | 26 | 18 | 13 | 5  | 42 | 23 |
| 3.   | Minelli Modena           | 26 | 18 | 13 | 5  | 45 | 25 |
| 4.   | Ruini Firenze            | 24 | 18 | 12 | 6  | 42 | 25 |
| 5.   | Esercito Napoli          | 20 | 18 | 10 | 8  | 36 | 35 |
| 6.   | Sestese Sesto Fiorentino | 16 | 18 | 8  | 10 | 32 | 39 |
| 7.   | CUS Parma                | 12 | 18 | 6  | 12 | 30 | 45 |
| 8.   | Calzoni Bologna          | 10 | 18 | 5  | 13 | 27 | 41 |
| 9.   | Olimpia Vercelli         | 8  | 18 | 4  | 14 | 19 | 47 |
| 10.  | Assi Firenze             | 2  | 18 | 1  | 17 | 13 | 53 |

| Campione d'Italia |

## Risultati

### Tabellone
|                    | Bologna | Firenze Assi | Firenze Ruini | Modena AP | Modena Minelli | Modena Villa d'Oro | Napoli | Parma | Sesto Fiorentino | Vercelli |
| ------------------ | ------- | ------------ | ------------- | --------- | -------------- | ------------------ | ------ | ----- | ---------------- | -------- |
| Bologna            | XXX     | 3-1          | 1-3           | 1-3       | 1-3            | 2-3                | 3-0    | 1-3   | 1-3              | 3-0      |
| Firenze Assi       | 0-3     | XXX          | 0-3           | 0-3       | 0-3            | 1-3                | 1-3    | 1-3   | 1-3              | 3-2      |
| Firenze Ruini      | 3-0     | 3-1          | XXX           | 1-3       | 1-3            | 3-0                | 3-0    | 3-1   | 3-1              | 3-0      |
| Modena AP          | 3-1     | 3-0          | 3-0           | XXX       | 3-0            | 3-0                | 3-0    | 3-1   | 3-0              | 3-0      |
| Modena Minelli     | 3-0     | 3-0          | 3-2           | 2-3       | XXX            | 3-2                | 1-3    | 3-1   | 3-0              | 3-0      |
| Modena Villa d'Oro | 3-1     | 3-0          | 3-0           | 0-3       | 1-3            | XXX                | 3-1    | 3-1   | 3-0              | 3-0      |
| Napoli             | 3-1     | 3-0          | 2-3           | 1-3       | 3-1            | 1-3                | XXX    | 3-2   | 3-1              | 3-1      |
| Parma              | 3-2     | 3-2          | 1-3           | 0-3       | 1-3            | 0-3                | 3-1    | XXX   | 1-3              | 2-3      |
| Sesto Fiorentino   | 3-0     | 3-1          | 3-2           | 0-3       | 3-2            | 1-3                | 2-3    | 2-3   | XXX              | 3-1      |
| Vercelli           | 1-3     | 3-1          | 0-3           | 0-3       | 1-3            | 0-3                | 1-3    | 3-1   | 3-1              | XXX      |

## Fonti
- Filippo Grassia e Claudio Palmigiano (a cura di). Almanacco illustrato del volley 1987. Modena, Panini, 1986.
- LegaVolley.it.